# (167976) Ormsbymitchel
(167976) Ormsbymitchel est un astéroïde de la ceinture principale.

## Description
(167976) Ormsbymitchel est un astéroïde de la ceinture principale. Il fut découvert le 1er avril 2005 à l'observatoire Goodricke-Pigott par Vishnu Reddy. Il présente une orbite caractérisée par un demi-grand axe de 3,11 UA, une excentricité de 0,10 et une inclinaison de 5,9° par rapport à l'écliptique.